# 野球場 (村上春樹)
『野球場』（やきゅうじょう）は、村上春樹の短編小説。

## 概要
| 初出     | 『IN★POCKET』1984年6月号                           |
| 収録書籍 | 『回転木馬のデッド・ヒート』（講談社、1985年10月） |

村上は『IN★POCKET』1983年10月号（創刊号）から1984年12月号まで隔月で、聞き書きをテーマとする連作の短編小説を掲載した。副題は「街の眺め」。本作品は1984年6月号に発表されたその5作目。
登場人物の青年が語り手の「僕」に送った小説を、村上はのちに実際に作品化した。それが『蟹』（『Stories Magazine』2003年4月号掲載）である。